# Salinenkanal in Bad Friedrichshall

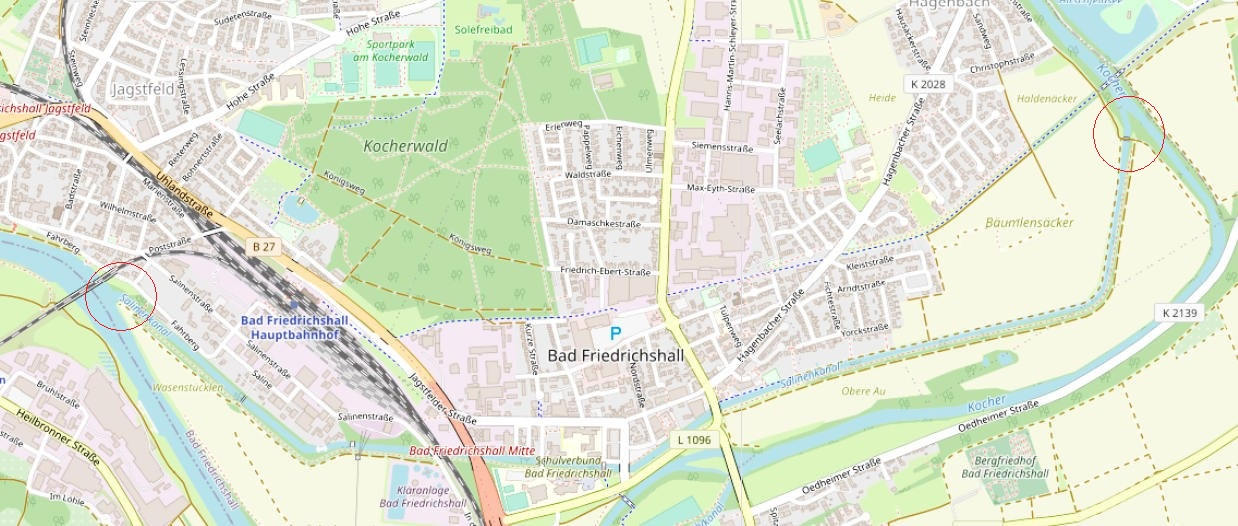
Der Verlauf des Salinenkanals (OSM)
Der Verlauf des Salinenkanals nach einer Karte des Königreichs Württemberg, 1844

Der Salinenkanal zweigt im Stadtgebiet von Bad Friedrichshall beim Wohnplatz Hagenbach nahe der ehemaligen Unteren Kochertalbahn rechts vom Kocher ab (⊙), führt vorbei am Wohnplatz Kochendorf und mündet nach insgesamt ca. 3,7 km beim Wohnplatz Jagstfeld nahe der Brücke der Elsenztalbahn in den Neckar (⊙).

## Geschichte
Die im Jahr 1817 errichtete Saline Friedrichshall benötigte sowohl einen Antrieb für die Solepumpen wie auch einen günstigen Transportweg für das Holz, mit dem die Siedepfannen beheizt wurden. Zu diesen Zwecken wurde ab dem 12. Juni 1819 nach Plänen von Oberwasserbaudirektor Karl August Friedrich von Duttenhofer der Salinenkanal gebaut. Unterhalb von Hagenbach wurde ein Wehr im Kocher errichtet, um Wasser in den Kanal abzuleiten. Bis zu 110 durch Militär bewachte Sträflinge aus der Strafanstalt Ludwigsburg führten die Arbeiten aus. Der Kanal war 1825 fertiggestellt. Er hat ein Gefälle von 1,9 Metern, seine Wasserkraft erbringt 150 PS Leistung.
Mit der Aufnahme des Betriebs am Salzbergwerk in Kochendorf ab 1899 musste auch dieses fortan mit Strom versorgt werden, wozu 1905 starke Veränderungen am Kanal vorgenommen wurden. Die Stauhöhe und der Kanalquerschnitt wurden verändert. Außerdem wurde fortan ein Schiffszug eingesetzt, um Salztransportschiffe vom Neckar in den Kanal hineinzuziehen; waren sie beladen, trug sie die Strömung des Kanals in den Neckar zurück.
Bis zur Verlegung des Salinenbetriebs von Jagstfeld auf das Bergwerksgelände in Kochendorf im Jahr 1969 betrieb die Saline das Kraftwerk und den Kanal, seitdem ist der Salinenkanal in Privatbesitz.